# Wilken Bolen

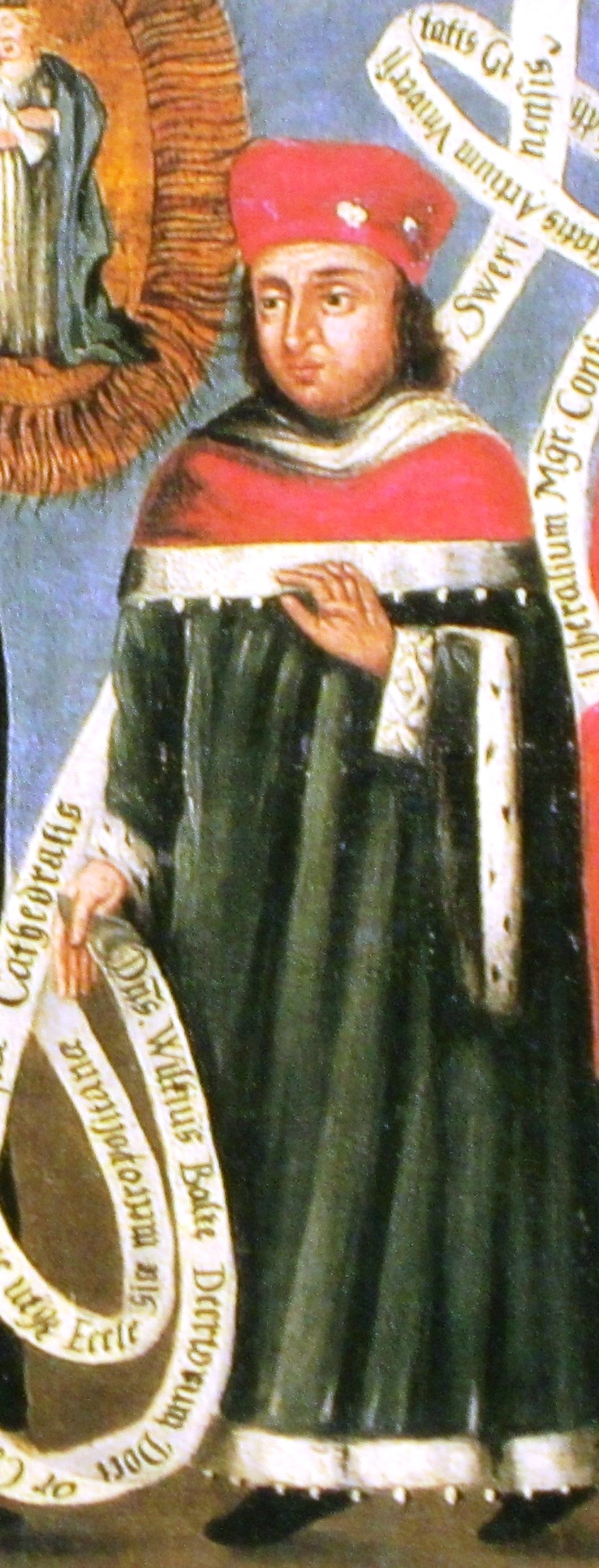
Wilken Bolen (Ausschnitt aus der Rubenow-Tafel)

Wilken Bolen (* vor 1419; † nach 1437 in Greifswald) war ein deutscher Kanoniker.

## Leben
Wilken Bolen stammt wahrscheinlich aus dem rügenschen Adelsgeschlecht Bohlen. Er erwarb in Leipzig den Magistergrad und immatrikulierte sich 1419 in Rostock. Ein Jahr darauf wurde er in die Rostocker Artistenfakultät aufgenommen. 1437 war er Vizerektor und Doktor des Kanonischen Rechts. Er soll Domherr in Schwerin gewesen sein.
Als Freund und Gehilfe Heinrich Rubenows gehörte Wilken zu den Gründern der Universität Greifswald. Er wurde in der Franziskanerkirche in Greifswald bestattet.
Er ist auf der Rubenow-Tafel im Greifswalder Dom (3.v.r.) mit den weiteren Professoren Bernhard Bodeker, Johannes Lamside, Bertold Segeberg,  Johannis Tidemann und Nicolaus Theodorici de Amsterdam dargestellt.